# 1978 Patrice
1978 Patrice è un asteroide della fascia principale. Scoperto nel 1971, presenta un'orbita caratterizzata da un semiasse maggiore pari a 2,1944370 UA e da un'eccentricità di 0,2137860, inclinata di 4,34390° rispetto all'eclittica.
L'asteroide è dedicato a Patrice Harwood, figlia di uno dei membri del gruppo autore della scoperta,